# تالوفا ایرویز
تالوفا ایرویز (انگلیسی: Talofa Airways) شرکت هواپیمایی ساموایی است، که در سال ۲۰۱۶ تأسیس شد.